# ツェッペリン (イーライ・リーブの曲)
「ツェッペリン」（英: Zeppelin（））は、アメリカの男性歌手 イーライ・リーブの楽曲。
前作、前々作に引き続き、同性愛をテーマにした曲になっている。
楽曲名の「ツェッペリン」とは、レッド・ツェッペリンのことで、楽曲の歌詞中には彼らの代表曲の一つである「ブラック・ドッグ」が登場する。

## 収録曲
デジタル配信
1. 「ツェッペリン」 – 3:49